# Раенко, Анатолий Владимирович
Анатолий Владимирович Раенко (род. 18 июля 1986, Челябинск) — российский хоккеист, нападающий; тренер.

## Биография
Воспитанник челябинского «Трактора», тренер Виктор Перегудов. Начинал играть в сезоне 2002/03 за «Трактор-2». В сезоне 2005/06 также провёл 17 матчей за «Зауралье» и дебютировал в «Тракторе». В следующем сезоне в основном выступал за «Мечел», провёл по несколько матчей за «Трактор» в Суперлиге, «Трактор-2» и «Кристалл-Югру» Белоярский. В сезонах 2007/08 — 2009/10 сыграл за «Трактор» в Суперлиге и КХЛ 76 матчей. Сезон-2010/11 провёл в команде чемпионата Казахстана «Арлан» Кокшетау, затем выступал в клубах ВХЛ «Сокол» Красноярск (2011/12 — 2012/13), «Лада» (2013/14), «Сарыарка» и «Казцинк-Торпедо» (2014/15), «Южный Урал» (2015/16), «Молот-Прикамье» (2016/17), «Ермак» (2017/18 — 2019/20), «Буран» (2020/21).
Также играл в чемпионате Словакии за «Нове-Замки» (2017/18) и в чемпионате Казахстана за «Арлан» (2020/21).
Детский тренер в школах «Трактора» (2021—2023) и «Белые медведи» (с 2023).